# スコット・ノイスタッター
スコット・ノイスタッター (Scott Neustadter) は、アメリカ合衆国の脚本家。

## 人物・経歴
ニュージャージー州マーゲートで生まれ育ち、アトランティックシティ・ハイスクールに通う。25歳のとき、カリフォルニア州ロサンゼルスを訪れ、その後はサンタモニカに移り住む。ペンシルベニア大学、ロンドン・スクール・オブ・エコノミクス大学院にて学ぶ。
マイケル・H・ウェバーと一緒に仕事をすることが多く、彼と共同で脚本を書いた『（500）日のサマー』により第14回サテライト賞脚本賞などを受賞した。
2013年の映画『いま、輝くときに』の脚本も非常に高い評価を得た。

## 作品
- ピンクパンサー2 The Pink Panther 2 （2009年） 原案・脚本
- （500）日のサマー (500) Days of Summer （2009年） 脚本
- いま、輝くときに The Spectacular Now (2013年)　脚本
- きっと、星のせいじゃない。 The Fault in Our Stars (2014年)  脚本
- ペーパータウン Paper Towns （2015年） 脚本・製作総指揮
- 夜が明けるまで Our Souls at Night  (2017年)  脚本
- ロザライン Rosaline （2022年） 脚本